# NGC 6581
NGC 6581 is een compact sterrenstelsel in het sterrenbeeld Hercules. Het hemelobject werd op 1 juli 1870 ontdekt door de Franse astronoom Édouard Jean-Marie Stephan.

## Synoniemen
- IC 1280
- MCG 4-43-10
- ZWG 142.21
- NPM1G +25.0474
- PGC 61549